# Wapen van Rijnsburg

Wapen van Rijnsburg

Het wapen van Rijnsburg is op 24 juli 1816 bij besluit van de Hoge Raad van Adel aan de Zuid-Hollandse gemeente Rijnsburg in gebruik bevestigd. Op 1 januari 2006 is Rijnsburg samen met Valkenburg opgegaan in de gemeente Katwijk. Het wapen van Rijnsburg is hierdoor komen te vervallen. In het wapen van Katwijk is een hartschild met de dubbele toren uit het wapen van Rijnsburg opgenomen.

## Blazoen
De beschrijving van het wapen van Rijnsburg luidde als volgt:
Van zilver, beladen met een dubbele toren van keel.
De heraldische kleuren in het wapen zijn zilver (wit) en keel (rood).

## Geschiedenis
Het wapen werd in de achttiende eeuw door de voormalige heerlijkheid gevoerd. Het is waarschijnlijk een sprekend wapen.

## Verwant wapen

Het wapen van Katwijk